# Plaza CAMI de Itagüí
La Plaza CAMI de Itagüí    está situada en el centro de la ciudad de Itagüí - Colombia limitando con el Parque Simón Bolívar y la Iglesia de Nuestra Señora del Rosario. Hace parte del conjunto urbanístico del centro administrativo de la ciudad. 

## Historia
En 1990  el Gobierno de Itagüí aprueba la construcción de un conjunto urbanístico que funcionaría como centro administrativo y que a la vez  tuviera dentro de su estructura un espacio cívico y cultural. Así fue como  en el periodo 1991 -  1993 se construye el Centro Administrativo para la ciudad y la Plaza CAMI de Itagüí. 

### El nombre de la plaza
El nombre de la plaza viene de la estructura de la que hace parte, las siglas C.A.M.I. (Centro Administrativo Municipal de Itagüí).

## Características
En sus espacios  se ubican esculturas relevantes como "El Flautista" de Rodrigo Arenas Betancur ,  y "La dama arpa", "La dama justicia" , "La dama flauta" de Salvador Arango. 

### Fachadas de la plaza
Se trata de una plaza porticada de planta circular, de 8 220 m² que está completamente cerrada por edificios de tres plantas, con 137 balcones en total que dan a la plaza. Dispone de cuatro entradas de acceso, de las cuales la más conocida es la del Parque Simón Bolívar, en la esquina suroeste de la plaza. 

## Usos
La plaza CAMI de Itagüí se convirtió desde sus inicios, en un escenario de numerosos actos públicos, como actos lúdicos para la familia, exposiciones de cine, pintura, teatro y música. Y en las fiestas navideñas es un sitio muy especial para los ciudadanos.